# Joe Kleine
Joseph William Kleine (Colorado Springs, 4 januari 1962) is een Amerikaans voormalig basketballer en basketbalcoach. Hij won met het Amerikaans basketbalteam de zilveren medaille op het Wereldkampioenschap basketbal 1982 en de gouden medaille op de Olympische Zomerspelen 1984.

## Carrière
Kleine speelde voor het team van de Universiteit van Notre Dame en de Universiteit van Arkansas. In 1982 won hij zilver op het wereldkampioenschap en twee jaar later op de Olympische Spelen won hij goud met de Amerikaanse nationale ploeg. Tijdens de Olympische Spelen speelde hij 8 wedstrijden, inclusief de finale tegen Spanje. Gedurende deze wedstrijden scoorde hij 27 punten. In 1985 stelde hij zich kandidaat voor de NBA draft waarin hij als zesde gekozen werd door de Sacramento Kings. Bij de Kings speelde hij drie seizoenen en een half voordat hij in februari 1989 geruild naar de Boston Celtics samen met Ed Pinckney voor Danny Ainge en Brad Lohaus.
Bij de Celtics speelde hij gedurende vier seizoenen en een half waarin hij elke keer de play-offs haalde. In augustus 1993 tekende hij als vrije speler bij Phoenix Suns. Bij de Suns speelde hij drie seizoenen en een half voordat hij in januari 1997 geruild werd naar de Los Angeles Lakers samen met Robert Horry voor Cedric Ceballos en Rumeal Robinson. Na acht wedstrijden voor de Lakers werd hij in februari 1997 opnieuw geruild ditmaal naar New Jersey Nets samen met enkele draftpicks voor George McCloud. Hij speelde de rest van het seizoen 1996/97 uit voor de Nets. 
In de zomer tekende hij als vrije speler bij de Chicago Bulls waarmee hij kampioen werd. In januari 1999 werd zijn contract ontbonden bij de Chicago Bulls maar hij tekende kort daarna bij de Phoenix Suns. In oktober 1999 tekende hij als vrije speler bij de Portland Trail Blazers. In augustus 2000 werd hij samen met Jermaine O'Neal geruild naar de Indiana Pacers voor Dale Davis. Nog voor de start van het seizoen werd zijn contract ontbonden.
Na zijn carrière als speler was hij assistent-basketbalcoach voor de Little Rock Trojans van 2007 tot 2015 en werd hij de eigenaar van meerdere restaurants.

## Erelijst
- Wereldkampioenschap: 1982
- Olympische Spelen: 1984
- NBA kampioen: 1998

## Statistieken

### Regulier seizoen
| Seizoen  | Team                   | WG  | WS  | MPW  | 2P%  | 3P%   | FW%   | RPW | APW | SPW | BPW | PPW |
| -------- | ---------------------- | --- | --- | ---- | ---- | ----- | ----- | --- | --- | --- | --- | --- |
| 1985/86  | Sacramento Kings       | 80  | 18  | 14,8 | 46,5 | –     | 72,3  | 4,7 | 0,6 | 0,3 | 0,4 | 5,2 |
| 1986/87  | Sacramento Kings       | 79  | 31  | 21,0 | 47,1 | 0,0   | 78,6  | 6,1 | 0,9 | 0,4 | 0,4 | 7,9 |
| 1987/88  | Sacramento Kings       | 82  | 60  | 24,4 | 47,2 | –     | 81,4  | 7,1 | 1,1 | 0,3 | 0,7 | 9,8 |
| 1988/89  | Sacramento Kings       | 47  | 11  | 19,4 | 38,3 | 0,0   | 92,0  | 5,1 | 0,7 | 0,4 | 0,4 | 6,7 |
| 1988/89  | Boston Celtics         | 28  | 2   | 17,8 | 45,7 | 0,0   | 82,8  | 4,9 | 1,1 | 0,5 | 0,2 | 6,1 |
| 1989/90  | Boston Celtics         | 81  | 4   | 16,9 | 48,0 | 0,0   | 83,0  | 4,4 | 0,6 | 0,2 | 0,3 | 5,4 |
| 1990/91  | Boston Celtics         | 72  | 1   | 11,8 | 46,8 | 0,0   | 78,3  | 3,4 | 0,3 | 0,2 | 0,2 | 3,6 |
| 1991/92  | Boston Celtics         | 70  | 3   | 14,2 | 49,1 | 50,0  | 70,8  | 4,2 | 0,5 | 0,3 | 0,2 | 4,7 |
| 1992/93  | Boston Celtics         | 78  | 3   | 14,5 | 40,4 | 0,0   | 70,7  | 4,4 | 0,5 | 0,2 | 0,2 | 3,3 |
| 1993/94  | Phoenix Suns           | 74  | 4   | 11,5 | 48,8 | 45,5  | 76,9  | 2,6 | 0,6 | 0,2 | 0,3 | 3,9 |
| 1994/95  | Phoenix Suns           | 75  | 42  | 12,6 | 44,9 | 0,0   | 85,7  | 3,5 | 0,5 | 0,2 | 0,2 | 3,7 |
| 1995/96  | Phoenix Suns           | 56  | 9   | 11,8 | 42,0 | 28,6  | 80,0  | 2,4 | 0,8 | 0,2 | 0,1 | 2,9 |
| 1996/97  | Phoenix Suns           | 23  | 10  | 15,9 | 40,0 | 100,0 | 72,2  | 3,5 | 0,5 | 0,4 | 0,3 | 3,4 |
| 1996/97  | Los Angeles Lakers     | 8   | 0   | 3,8  | 25,0 | –     | 100,0 | 1,1 | 0,0 | 0,0 | 0,0 | 0,8 |
| 1996/97  | New Jersey Nets        | 28  | 0   | 16,2 | 42,7 | 50,0  | 72,2  | 4,1 | 0,8 | 0,3 | 0,4 | 3,0 |
| 1997/98  | Chicago Bulls          | 46  | 1   | 8,6  | 36,8 | –     | 83,3  | 1,7 | 0,7 | 0,1 | 0,1 | 2,0 |
| 1998/99  | Phoenix Suns           | 31  | 5   | 12,1 | 40,5 | 0,0   | 66,7  | 2,2 | 0,4 | 0,3 | 0,0 | 2,2 |
| 1999/00  | Portland Trail Blazers | 7   | 0   | 4,4  | 36,4 | –     | 100,0 | 0,9 | 0,3 | 0,1 | 0,0 | 1,6 |
| Carrière | Carrière               | 965 | 204 | 15,2 | 45,3 | 27,1  | 79,4  | 4,1 | 0,6 | 0,3 | 0,3 | 4,8 |

### Play-offs
| Seizoen  | Team             | WG | WS | MPW  | 2P%  | 3P%  | FW%   | RPW | APW | SPW | BPW | PPW |
| -------- | ---------------- | -- | -- | ---- | ---- | ---- | ----- | --- | --- | --- | --- | --- |
| 1985/86  | Sacramento Kings | 3  | 0  | 15,0 | 38,5 | –    | 83,3  | 4,7 | 0,3 | 0,3 | 0,3 | 5,0 |
| 1988/89  | Boston Celtics   | 3  | 0  | 21,7 | 54,5 | 0,0  | 77,8  | 5,7 | 0,7 | 0,0 | 0,3 | 6,3 |
| 1989/90  | Boston Celtics   | 5  | 0  | 15,8 | 76,5 | 0,0  | 83,3  | 2,8 | 0,4 | 0,4 | 0,6 | 6,2 |
| 1990/91  | Boston Celtics   | 5  | 1  | 6,2  | 44,4 | –    | –     | 2,2 | 0,2 | 0,0 | 0,0 | 1,6 |
| 1991/92  | Boston Celtics   | 9  | 0  | 9,1  | 40,9 | 0,0  | 100,0 | 2,4 | 0,1 | 0,0 | 0,1 | 2,2 |
| 1992/93  | Boston Celtics   | 4  | 0  | 7,3  | 60,0 | –    | –     | 1,3 | 0,0 | 0,0 | 0,3 | 1,5 |
| 1993/94  | Phoenix Suns     | 8  | 0  | 10,1 | 42,9 | –    | 66,7  | 2,1 | 0,4 | 0,1 | 0,5 | 3,5 |
| 1994/95  | Phoenix Suns     | 10 | 10 | 16,7 | 57,4 | 50,0 | –     | 3,1 | 0,8 | 0,5 | 0,3 | 6,3 |
| 1995/96  | Phoenix Suns     | 2  | 0  | 4,0  | 0,0  | –    | –     | 0,5 | 0,0 | 0,5 | 0,0 | 0,0 |
| 1998/99  | Phoenix Suns     | 1  | 0  | 5,0  | 50,0 | –    | –     | 1,0 | 0,0 | 1,0 | 1,0 | 2,0 |
| Carrière | Carrière         | 50 | 11 | 11,8 | 51,5 | 20,0 | 79,3  | 2,7 | 0,4 | 0,2 | 0,3 | 3,8 |

1 Brown · 
5 LaRue · 
7 Kukoč · 
8 Simpkins · 
9 Harper · 
13 Longley · 
22 Booth · 
23 Jordan · 
24 Burrell · 
25 Kerr · 
30 Buechler · 
33 Pippen · 
34 Wennington · 
35 Kleine · 
91 Rodman · 
Coach Jackson